# Nadzór makroostrożnościowy
Nadzór makroostrożnościowy nad systemem finansowym (nadzór makroostrożnościowy) – obejmuje identyfikację, ocenę i monitorowanie ryzyka systemowego powstającego w systemie finansowym lub jego otoczeniu oraz działanie na rzecz wyeliminowania lub ograniczania tego ryzyka z wykorzystaniem instrumentów makroostrożnościowych
Celem nadzoru makroostrożnościowego jest w szczególności wzmacnianie odporności systemu finansowego na wypadek materializacji ryzyka systemowego i wspieranie przez to długookresowego, zrównoważonego wzrostu gospodarczego kraju.
Za sprawowanie nadzoru makroostrożnościowego nad systemem finansowym w Unii Europejskiej odpowiedzialna jest Europejska Rada ds. Ryzyka Systemowego (ERRS) z siedzibą we Frankfurcie nad Menem.
Organem właściwym w zakresie nadzoru makroostrożnościowego jest w Polsce Komitet Stabilności Finansowej.